# Zboj
Zboj es un municipio del distrito de Snina en la región de Prešov, Eslovaquia, con una población estimada a final del año 2024 de 257 habitantes.
Se encuentra ubicado al este de la región, en el valle del río Cirocha (cuenca hidrográfica del río Tisza) y cerca de la frontera con Ucrania y Polonia.

## Demografía
| Año        | 1994 | 2004     | 2014     | 2024     |
| ---------- | ---- | -------- | -------- | -------- |
| Población  | 584  | 451      | 349      | 257      |
| Diferencia |      | −22,77 % | −22,61 % | −26,36 % |

| Año        | 2023 | 2024    |
| ---------- | ---- | ------- |
| Población  | 261  | 257     |
| Diferencia |      | −1,53 % |